# Amt Neuhaus

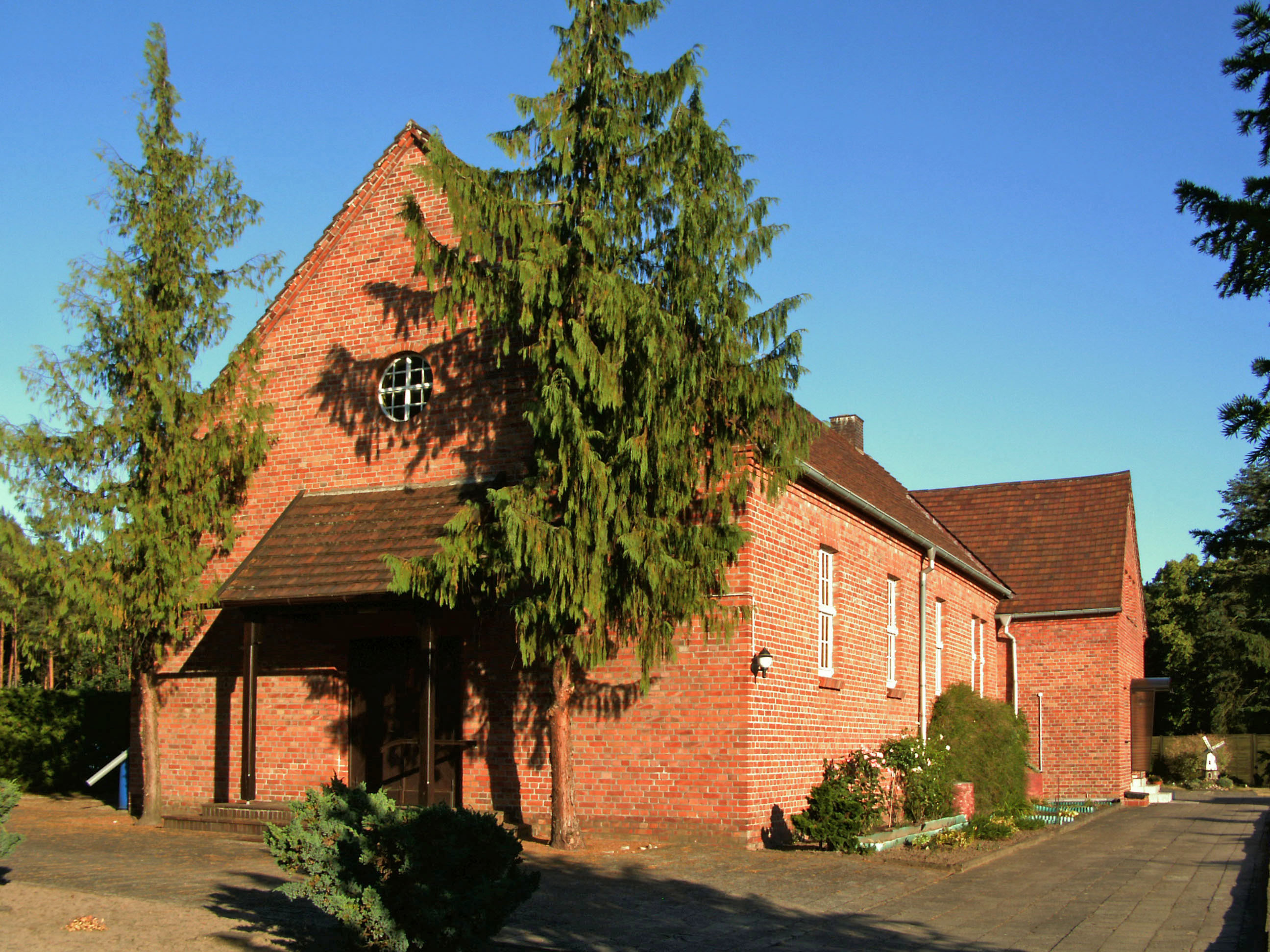

Amt Neuhaus là một đô thị thuộc huyện Lüneburg, bang Niedersachsen, Đức. Đô thị này có diện tích 237,16 km².
Amt Neuhaus đã từng thuộc tỉnh Hanover trong Phổ, và sau đệ nhị thế chiến thì thuộc Đông Đức. Amt Neuhaus đã thuộc Lower Saxony năm 1993.